# Estadio Metropolitano de Mérida
El Estadio Olímpico Metropolitano de Mérida, también conocido como El Coloso de Zumba o La Cumbre del Fútbol Venezolano,  es un estadio de fútbol ubicado en la ciudad de Mérida (Venezuela). Es sede de uno de los equipos más antiguos del balompié venezolano Estudiantes de Mérida F.C., ha sido sede de diversos encuentros internacionales de la Selección Nacional de Fútbol de Venezuela y competencias internacionales de clubes, tales como La Conmebol Libertadores y Conmebol Sudamericana. Está ubicado en la entidad federal Estado Mérida (Venezuela) homónima a 1198 m s. n. m.
Construido bajo el gobierno del exgobernador del Estado Mérida Florencio Porras a fin de servir como una de las sedes de la Copa América Venezuela 2007 y, anteriormente, también como una de las sedes de los Juegos Nacionales de Venezuela Andes 2005. El estadio forma parte de un complejo deportivo mayor, denominado Cinco Águilas Blancas, ubicado al sur de la ciudad.

## Historia
Su construcción se inició en el año 2005 cuando se decide que Mérida sería subsede de los Juegos Nacionales de Venezuela en ese mismo año y para la Copa América en el 2007, 165 días después del inicio de las obras, se inaugura provisionalmente el 7 de diciembre de 2005 con motivo de la también inauguración de los Juegos Nacionales contando con 1 tribuna construida de las 4 previstas y otras dos tribunas menores provisionales, dándole capacidad para el evento de aproximadamente 16 000 espectadores.
Luego de haber concluido los Juegos Nacionales, la obra es paralizada para su evaluación, pues, al haber adelantado la construcción del estadio en tan poco tiempo, la Gobernación del Estado asumió al menos treinta mil millones (30 000 000 000) de Bolívares en deuda con los constructores de la obra. La gobernación inicia en enero del año 2006 una auditoría a fin de hacer una nueva estimación de los costos del estadio y las faltas del mismo, esta determina que el monto inicial de Bs. 150 000 000 000 sería insuficiente y tendría que ser elevado a al menos unos Bs. 230 000 000 000 (US$ 107 274 982) a fin de culminar el estadio para participar como sede durante la Copa América 2007.

## Descripción

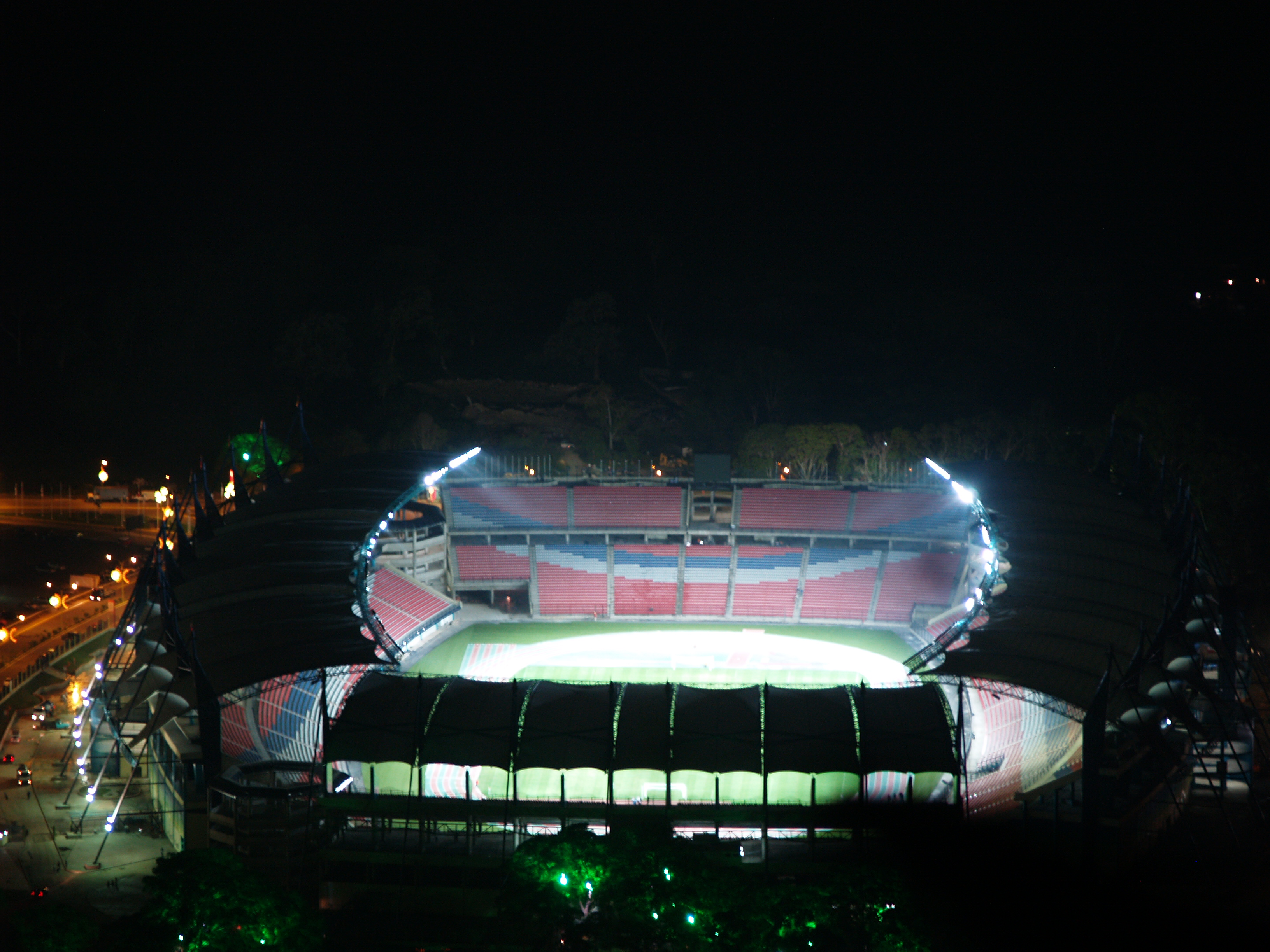
Vista aérea del Estadio Metropolitano de Mérida.

El Estadio Metropolitano de Mérida es la cancha de fútbol construida a mayor altitud en Venezuela*, estando ubicado a 1650 metros sobre el nivel del mar.
Se construyó a un costo de 230 mil millones de bolívares, tiene capacidad para 42 mil espectadores. Las tribunas del estadio tienen una capacidad para albergar al público asistente, distribuido de la siguiente manera: 
- Tribuna Norte: 8440 espectadores.
- Tribuna Sur: 8440 espectadores.
- Tribuna Este: 12 660 espectadores
- Tribuna Oeste: 12 660 espectadores.
- Total espectadores: 42 200 espectadores.

El proyecto fue ubicado estratégicamente en el Complejo Deportivo Águilas Blancas, sitio donde se desarrollaron los Juegos Nacionales Juveniles celebrados en el año 2005, ofreciendo un atractivo contraste arquitectónico de edificaciones deportivas. 
Su construcción se inició en diciembre del año 2005. Cuenta con 4 camerinos con diseños específicos que brindan total comodidad a los seleccionados. Los vestidores comprenden baños y duchas. 
Los árbitros tienen camerinos totalmente acondicionados al igual que los jugadores, con todo tipo de comodidades para el descanso previo, intermedio y posterior a los juegos. 
El coso cuenta con 2 gimnasios dotados de equipos de primer nivel, donde los atletas pueden realizar sus ejercicios previos al juego, junto con dos salas de calentamiento. 
También tiene 3 salas de prensa distribuidas en 12 sets de televisión y 32 cabinas de radio, además de los 400 puestos para prensa escrita, junto con una sala de conferencia para más de 100 periodistas. 
Las salas de redacción también cuentan con una excelente red de internet inalámbrico. Los reporteros gráficos tienen una sala adicional para más de treinta personas, una sala de estar, sala de acreditaciones y servicio de copiado y fax. 
El gran estadio merideño fue el único escenario de la Copa América 2007 que contó con 2 salas VIP, una con capacidad para 320 y otra para 280 personas compuestas de palcos y puestos especiales y que ofrecen una vista excepcional del campo de juego. Estas salas albergan a invitados especiales y cuenta con un gran restaurante de comida criolla e internacional. Estos espacios también poseen características especiales debido a que están ubicadas una frente a la otra, es decir, tribuna este y oeste. 
120 automóviles pueden estacionar a nivel interno y tienen acceso directo a ambos lados del estadio hacia la cancha, lo que permite la entrada de ambulancias, carrozas y automóviles oficiales.
El Metropolitano tiene además 4 ascensores, 4 rampas de desalojo, 6 rampas de acceso, 8 espacios para servicio por tribuna, un comedor para 150 atletas y 80 baños.
El escenario mantiene una de las mejores gramas del país, totalmente acondicionada a los estándares del césped británico conocido como el mejor del mundo por su suavidad y por no causar lesiones en los ligamentos de los atletas.

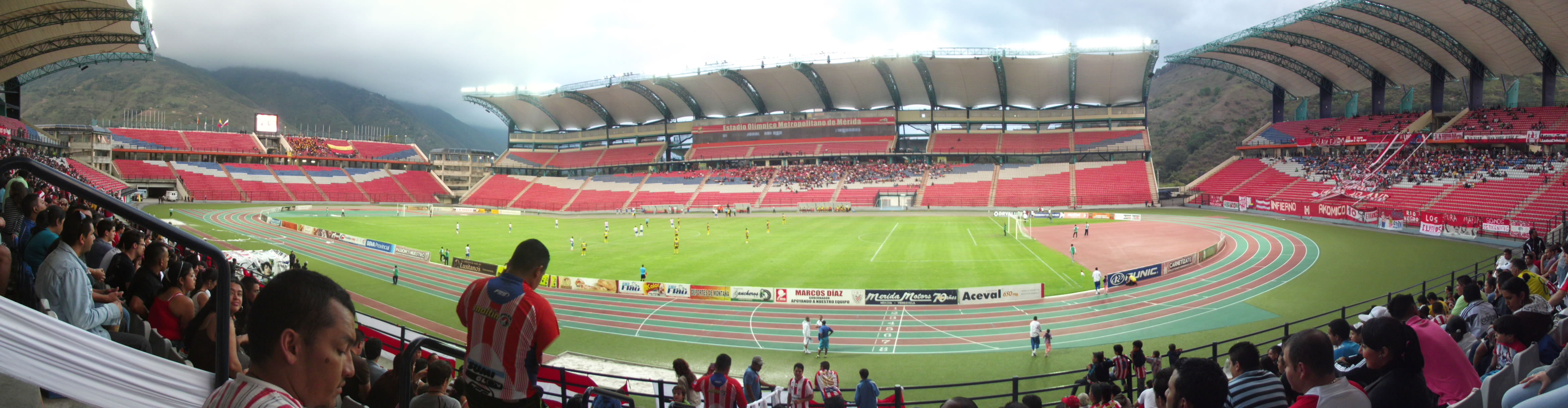
Panorámica del estadio desde la tribuna este.

## Acceso
Tanto al estadio como al complejo deportivo que lo contiene se puede acceder por la vía interna perteneciente a la urb. Hacienda Zumba, al lado del Colegio de Abogados del estado Mérida, tanto por la urbanización La Mara como por la antes nombrada Zumba.
Asimismo, el acceso más importante es de reciente creación (inaugurado el 22 de junio de 2007). El distribuidor vial Cinco Águilas Blancas. Esta última, una importante obra de gran envergadura constituida por dos elevados que se encuentran transversales entre la unión de las avenidas Andrés Bello y Monseñor Chacón, que a su vez es el principal acceso vial entre las ciudades de Mérida y Ejido. Los elevados se constituyen por cuatro puentes y el muro de Tierra Armada más alto del país.

## Eventos Deportivos

### Copa América 2007
| Fecha               | Fase    | Equipo    |                      | Resultado |                    | Equipo  | Espectadores |
| ------------------- | ------- | --------- | -------------------- | --------- | ------------------ | ------- | ------------ |
| 26 de junio de 2007 | Grupo A | Uruguay   | Bandera de Uruguay   | 0 - 3     | Bandera de Perú    | Perú    | 32.000       |
| 3 de julio de 2007  | Grupo A | Perú      | Bandera de Perú      | 2 - 2     | Bandera de Bolivia | Bolivia | 31.650       |
| 3 de julio de 2007  | Grupo A | Venezuela | Bandera de Venezuela | 0 - 0     | Bandera de Uruguay | Uruguay | 42.200       |

### Clasificación de Conmebol para la Copa Mundial de Fútbol
| Clasificación | Fecha                   | Equipo    |                      | Resultado |                      | Equipo    | Espectadores                               |
| ------------- | ----------------------- | --------- | -------------------- | --------- | -------------------- | --------- | ------------------------------------------ |
| Rusia 2018    | 6 de septiembre de 2016 | Venezuela | Bandera de Venezuela | 2 - 2     | Bandera de Argentina | Argentina | 40.790                                     |
| Rusia 2018    | 11 de octubre de 2016   | Venezuela | Bandera de Venezuela | 0 - 2     | Bandera de Brasil    | Brasil    | 40.726                                     |
| Catar 2022    | 13 de octubre de 2020   | Venezuela | Bandera de Venezuela | 0 - 1     | Bandera de Paraguay  | Paraguay  | sin asistencia por la pandemia de COVID-19 |

### Amistosos internacionales
| Fecha              | Equipo    |                      | Resultado |                        | Equipo      | Espectadores |
| ------------------ | --------- | -------------------- | --------- | ---------------------- | ----------- | ------------ |
| 25 de mayo de 2007 | Venezuela | Bandera de Venezuela | 2 - 1     | Bandera de Honduras    | Honduras    | 35.000       |
| 29 de mayo de 2010 | Venezuela | Bandera de Venezuela | 1 - 1     | Bandera de Canadá      | Canada      | 21.000       |
| 22 de mayo de 2013 | Venezuela | Bandera de Venezuela | 2 - 1     | Bandera de El Salvador | El Salvador | 28.000       |

## Eventos Artísticos

### Feria Internacional del Sol

#### Elección y Coronación de la Novia del Sol 2008
Producido y transmitido por la Televisora local TAM, bajo la conducción de Daniel Sarcos y Chiquinquirá Delgado, contó con la participación de la futura Miss Venezuela 2008 y posteriormente 
Miss Universo 2009 Stefania Fernández . las presentaciones artísticas fueron de:
| - Makina Animal. - Sikem. - Los Rebeldes del Swing. - José Gregorio Oquendo. | - Caramelos de Cianuro. - Chino y Nacho. - Jorge Celedón. - Voz Veis. |

#### Elección y Coronación de la Novia del Sol 2013
Producido y transmitido por la Televisora local TAM bajo la dirección de la Fundación FERISOL, la animación se realizó con diferentes representantes de la comunicación regional y nacional, la presentación de las candidatas la realizó Carolina Indriago, con las presentaciones artísticas de:
| - Richard Urbina. - Sin Scape. - Charliepapa. | - El Binomio de Oro de América. - Las Chicas del Can. - Servando & Florentino. |

### Conciertos
| - Jorge Celedón. - Gustavo Dudamel-Navidad Merideña (2009). - Orquesta Sinfónica Simón Bolívar -Navidad Merideña (2009). - La Quinta Estación- Sin Frenos Tour (2010). - Luis Fonsi - Tour Palabras del Silencio (2008) - Tour Tierra Firme (2011). - Camila - Dejarte de Amar Tour (2010). - Chino y Nacho- Machete Music Tour (2010). - / Aventura- The Last Tour (2010). - Franco De Vita - Gira Mira Más Allá (2011)- Tour 1.ª Fila (2014). - Zapato 3 - Tour La Última Cruzada (2012). - Vicente Fernández - La Despedida Tour (2012) - Reik - Lasso - Melendi (2012). | - Wisin y Yandel (2012). - Don Omar (2012). - Servando y Florentino - Tour Nacional (2011). - Ricardo Arjona - Metamorfosis World Tour (2012). - Prince Royce (2012). - Ana Gabriel (2013). - Marc Anthony - Vivir mi Vida Tour (2013). - Calle 13 - Multiviral Tour (2014). - J Balvin - Sixto Rein - Aranone (2015). - Silvestre Dangond - La Novena Batalla Tour (2015)- Dangond+Música Tour (2017). - Desorden Público- Seguimos Guarachando Tour (2015). - Caramelos de Cianuro - Tour 8 (2016). |